# Hemiphileurus depressus
Hemiphileurus depressus är en skalbaggsart som beskrevs av Fabricius 1801. Hemiphileurus depressus ingår i släktet Hemiphileurus och familjen Dynastidae. Inga underarter finns listade i Catalogue of Life.